# Claudinei Cardoso Félix da Silva
Claudinei Cardoso Félix da Silva, mais conhecido como Nei (Bragança Paulista, 6 de dezembro de 1985), é um ex-futebolista brasileiro que atuava como lateral-direito. Atualmente é treinador do Santa Helena esporte clube , divisão de acesso de Goiás 

## Carreira

### Início
Nei passou pelas categorias de base de Palmeiras, Bragantino e Corinthians, mas pela Ponte Preta que começou a ganhar destaque no futebol profissional brasileiro.

### Atlético Paranaense
Foi contratado pelo Atlético Paranaense e em 30 de julho de 2008, marcou um gol olímpico contra o Vitória, no qual a sua equipe perdeu por 2x1. Em 2009 foi um dos melhores laterais-direito do Brasileirão.[carece de fontes?] Suas boas atuações despertaram atenção de outros clubes do Brasil.

### Internacional
No final de 2009, foi anunciado como reforço do Internacional., e depois de 157 jogos disputados e cinco gols anotados com a camisa colorada, não acertou sua renovação. Apesar de ter sido afastado pelo técnico Fernandão para tratar de uma possível extensão contratual com a diretoria, ambos os lados acabaram não chegando a um consenso, o que fez com que em 1 de janeiro de 2013 o jogador ficasse livre no mercado.

### Vasco da Gama
Em 24 de Janeiro de 2013, acertou sua transferência para o Vasco da Gama. Com as mas atuações do Vasco e do jogador e com a chagada do jogador Fagner, foi para o banco da equipe carioca.
Após o rebaixamento para à série B do Brasileiro, foi afastado e não fez parte do elenco ao longo de 2014. Mas com a mudança de diretoria, em novembro foi reintegrado para a temporada de 2015.
Em 30 de dezembro de 2015, depois de três temporadas, a diretoria decidiu não renovar o compromisso e com isso, ficou treinando separadamente, até o final do vínculo.

### Paraná Clube
Em 28 de janeiro de 2016, após encerrar seu contrato com o clube cruzmaltino, foi confirmado como o 6º reforço do Paraná para a disputa Campeonato Paranaense, assinando contrato válido até o final da competição, com opção de renovar para o Campeonato Brasileiro - Série B. No fim do Campeonato Paranaense, foi dispensado do clube paranaense.

### Grêmio Novorizontino
Em 19 de outubro de 2016, foi anunciado como novo reforço do Grêmio Novorizontino.

### Almirante Barroso
Em 20 de janeiro de 2017, assinou com o Almirante Barroso para a disputa do Campeonato Catarinense.

### Prudentópolis
Em 28 de novembro de 2017, foi anunciado como novo reforço do Prudentópolis, para a disputa da temporada de 2018, jogando o campeonato paranaense e o brasileiro de série D.
Carreira como técnico
Em novembro de 2021 acertou como treinador no módulo 2 do mineiro com o A.E Paracatu , como novo treinador .
Em 2023 acertou como treinador da A . Araguaia no Mato Grosso divisão de acesso, depois de uma campanha excelente com 6 vitórias um empate e uma derrota sagrou-se vice campeão e garantindo o acesso pra a elite do futebol mato-grossense. 
Ao término do campeonato não acertou sua renovação .
Em agosto de 2023 , acertou com o Shec (Santa Helena Esporte Clube) para o término a divisão de acesso.

## Aposentadoria
Em janeiro de 2019, o jogador anunciou a sua aposentadoria como atleta.

## Títulos
Atlético Paranaense
- Campeonato Paranaense: 2009

Internacional
- Copa Libertadores da América: 2010
- Campeonato Gaúcho: 2011 e 2012
- Recopa Sul-Americana: 2011

Vasco da Gama
- Campeonato Carioca: 2015

### Outras conquistas
Internacional
- Copa FGF: 2010
- Taça Fábio Koff: 2010
- Taça Farroupilha: 2011 e 2012